# Генералски Стол
Генералски Стол је насељено место и седиште општине у Карловачкој жупанији, Република Хрватска.

## Историја
До територијалне реорганизације у Хрватској налазио се у саставу бивше велике општине Дуга Реса.

## Становништво
На попису становништва 2011. године, општина Генералски Стол је имала 2.642 становника, од чега у самом Генералском Столу 589.

## Попис 1991.
На попису становништва 1991. године, насељено место Генералски Стол је имало 712 становника, следећег националног састава:
| Попис 1991.‍  | Попис 1991.‍  | Попис 1991.‍ | Попис 1991.‍ | Попис 1991.‍ |
| ------------ | ------------ | ----------- | ----------- | ----------- |
|              |              |             |             |             |
| Хрвати       | Хрвати       |             | 662         | 92,97%      |
| Срби         | Срби         |             | 32          | 4,49%       |
| неопредељени | неопредељени |             | 6           | 0,84%       |
| непознато    | непознато    |             | 12          | 1,68%       |
| укупно: 712  |              |             |             |             |